# Tauxigny-Saint-Bauld
Tauxigny-Saint-Bauld – gmina we Francji, w Regionie Centralnym, w departamencie Indre i Loara. W 2013 roku liczba ludności wynosiła 1490 mieszkańców. 
Gmina została utworzona 1 stycznia 2018 roku z połączenia dwóch ówczesnych gmin: Tauxigny oraz Saint-Bauld. Siedzibą gminy została miejscowość Tauxigny.